# Álbum de Figueroa

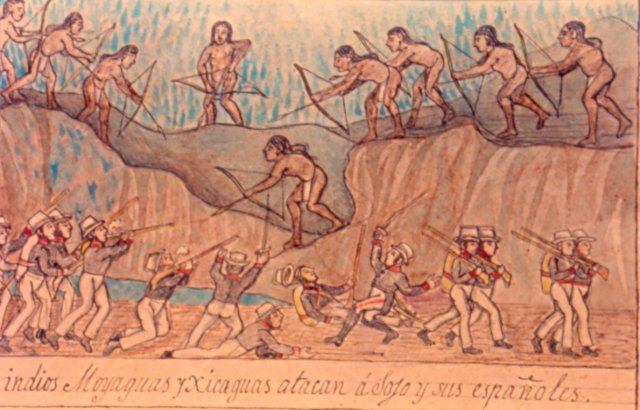
Moyaguas y Xicaguas atacan a Diego de Sojo en el asedio de Santiago de Talamanca.

El álbum de Figueroa es una colección de mapas, dibujos de viajes, planos, genealogías, apuntes de heráldica, recortes y anexos diversos del periodo colonial, escrito e ilustrado en el siglo XIX por José María Figueroa Oreamuno, dibujante, comerciante, explorador, historiador y cartógrafo de Costa Rica. 
En sus páginas hay información escrita y gráfica sobre regiones de Costa Rica poco conocidas en aquella época, imágenes del período colonial, asuntos políticos y mapas del país. El documento constituye la primera historia y geografía ilustradas de Costa Rica.
José María Figueroa nació en Alajuela en 1820, pero vivió la mayor parte de su vida en Cartago, donde falleció en 1900. No se sabe cuándo exactamente empezó a elaborar el álbum, pero en lo esencial es de las décadas de 1860 y 1890. 
Su labor se basó en la obra de historiadores como León Fernández y Manuel María de Peralta, y en una colección de documentos recogidos en Sevilla por su hermano Eusebio Figueroa. 
Figueroa fue desterrado varias veces e incluso fue condenado a muerte. Francisco Morazán, Braulio Carrillo y Juan Rafael Mora Porras forman parte de la larga lista de contemporáneos contra los que Figueroa guardaba resentimientos y miraba con desconfianza. Durante la presidencia de Rafael Iglesias Castro y por su dirección, Figueroa se desempeñó como explorador, expedicionario, etnógrafo, geógrafo, cartógrafo, cronista, genealogista y dibujante.

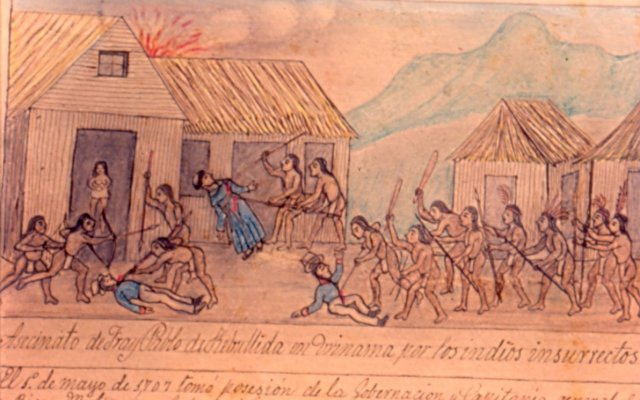
La rebelión de Pablo Presbere según el Álbum de Figueroa.

Sus destierros decretados por órdenes superiores, lo llevaron a conocer el territorio nacional casi en su totalidad, recorriendo de sur a norte y del Caribe al Pacífico las montañas vírgenes y los ríos más inalcanzables de Costa Rica desde finales de los años 1830 y hasta inicios de la década de 1890. 
En 1891 el álbum fue exhibido en París, y en 1896 apareció en la prensa costarricense. En 1900 fue expuesto en Barcelona en la feria internacional realizada a propósito del cuarto centenario del primer viaje de Cristóbal Colón.
Los dos tomos que integran este documento siguen un orden lógico o cronológico. El documento ha sido rescatado y restaurado por el Archivo Nacional y es objeto de una exposición en el archivo. 
En el año 2009 la UNESCO lo declaró Patrimonio de la Humanidad. El Comité Regional para América Latina y el Caribe del Programa Memoria del Mundo de la Unesco (MOW-LAC) lo reconoció como Patrimonio Documental de la Humanidad.